# Душан Матић
Душан Матић (Ћуприја, 31. август 1898 — Београд, 12. септембар 1980) био је српски песник, преводилац, писац и универзитетски професор.
Један је од покретача надреализма у српској књижевности и један од тринаест оснивача београдске групе надреалиста. Био је песник са интелектуалним и филозофским тежњама.
Радио је као професор гимназије пре рата и професор Академије за позориште, филм и телевизију Београд после рата. Кратко време, одмах после рата, радио је у редакцији издавачког предузећа „Просвета“. Као гимназијски професор предавао је 13 година, а онда после два политичка хапшења бива без осуде пензионисан.

## Биографија
Школовао се у Француској - Греноблу и Ници, Филозофски факултет започео у Паризу, завршио у Београду. Као младић преживео је повлачење преко Албаније.
Године 1922. дипломира на Филозофском факултету у Београду и објављује прве текстове у часопису „Путеви“. Враћа се у Француску, затим путује у Немачку (Дрезден, Вајмар, Берлин), Аустрију, Белгију, Холандију и Данску.
Он је био сарадник у авангардним часописима „Зенит“ и „Путеви“.
Био је један од оснивача групе београдских надреалиста и потписник манифеста и један од оснивача, покретача и уредника алманаха „Немогуће-L'Impossible". Ту је објавио фотоколаж Мутан лов у бистрој води.
Са Оскаром Давичом и Ђорђем Костићем написао књигу „Положај надреализма у друштвеном процесу“.
Почетком рата је ухапшен и неко време провео у Бањичком логору.
Био је сарадник Радио-Београда од 1944. до 1948, од 1952. до 1953. један од уредника листа Сведочанства, од 1955 до 1968. са Ели Финцијем уређује Књижевност. Године 1945. је кратко време био уредник у издавачком предузећу „Просвета“.
Био је члан редакције библиотке Српска књижевност у сто књига.
Постављен је за директора Академије за позоришну уметност у Београду 1948. године где је и предавао савремену књижевност све до одласка у пензију 1966. године.
Сарађивао је са Александром Вучом - фотомонтаже и роман Глуво доба. Значајна је њихова сарадња на Вучовој поеми за децу Подвизи дружине „Пет петлића”, за коју је Матић написао предговор и урадио насловну страну и илустрације - пет табли наративних колажа. У овом предговору практично је дао дефиницију техничке и семантичке логике колажа београдских надреалиста.
Након надреалистичког експеримента, Матић је свој поетски израз пронашао у мисаоној и интелектуалној поезији. Његови есеји одликују се прецизношћу израза, широком ерудицијом и стилском јасноћом.
Прву самосталну књигу, збирку есеја „Један вид француске књижевности“ (1952), објавио је тек у педесетчетвртој години живота.
Прву песничку књигу, "Багдала" (1954), у педесетшестој. Касније, све до смрти, био је плодан у обе области, и у поезији и у есејистици. 
Као надреалиста, прошао је кроз све фазе, од надреалистичке преко социјално-активистичке до неомодернистичке.
У првој фази обележја његове поезије су: антитрадиционализам, деструкција песничке форме, експериментализам. Разрачунавао се не само с одређеним видовима традиције него с поезијом као таквом, с песмом, с песничким језиком. Тако су настале његове најпознатије, „антипесме“ – Годишња доба, Домаћи задатак, Зарни влач и др, у којима се песник игра језиком и смислом, прави духовите обрте и вербалне досетке, изобличава речи.
Године 1969. је изабран за професора емеритус Академије за позориште, филм, радио и телевизију у Београду.
За дописног члана Српске академије наука и уметности (САНУ) изабран је 16. децембра 1965, а за редовног члана 28. маја 1970.
12. септембра 1980. године умире у 82. години на интерној Б клиници у Београду.

## Награде и признања
Душан Матић је добитник више награда и признања:
- Награде Удружења књижевника НР Србије (1953., 1957.)
- Седмојулске награде Извршног већа НР Србије за збирку песама „Буђење материје“ (1960.)
- Змајеве награде Матице српске у Новом Саду (1965.)
- Златне значке Стеријиног позорја у Новом Саду (1965.)
- Седмојулске награде Извршног већа СР Србије за животно дело (1966.)
- Орден заслуга за народ са златним венцем (1968.)
- Плакете Универзитета уметности у Београду (1974.)
- Награде АВНОЈ-а (1975.)
- Ордена Републике са златним венцем (1978.)
- Октобарске награде града Београда за збирку песама „Муњевит мир“ (1978.)

## Наслеђе
У Улици Војводе Добрњца у Београду постављена је спомен-плоча на згради у којој је Душан Матић дуго живео. Обележје је постављено у склопу велике акције “Вратимо дуг писцима” коју воде Министарство културе и “Вечерње новости”
“Завојитим степеништем које води до другог спрата зграде у Војводе Добрњца 26, где је столовао, сањао, писао и разговарао Душан Матић, знаменити српски и европски песник, романсијер, есејиста, преводилац, на прстима су се успињали, готово ритуално, млади песници, глумци, путници намерници, боеми и мондени... Долазили су у ову јединствену причаоницу са узбуђењем ишчекујући тај неописиви разговорни дрил јер - овде се учило разговору...” Рекао је др Драшко Ређеп, приликом откривања спомен-плоче на улазу зграде у којој је Матић провео 39 година, од 1941. до смрти 1980. године.
Градска библиотека у његовом родном граду, Ћуприји, носи његово име.
У Ћупријској библиотеци се налази Легат — спомен-соба Душана Матића, у којој се чувају лични предмети великог песника.
Белгијска рок група T.C. Matic у свом називу носи презиме овог књижевника.

### Матићеви дани
У Ћуприји се годинама одржавају “Матићеви дани”. У оквиру ове традиционалне манифестације од 8. до 15. септембра одвијају се многобројна занимљива културна дешавања, округли столови, позоришне представе, изложбе слика, као и додела награде „Матићев шал“. Циљ манифестације је промоција и афирмација младих литерарних ствараоца као и сећање на дело и рад Душана Матића.

## Дела
- „Положај надреализма у друштвеном процесу“ (1923) са Оскаром Давичом и Ђ. Костићем
- „Глуво доба“ са Александром Вучом (1940)
- „Један вид француске књижевности“ (1952)
- Књига песама „Багдала“ (1954)
- „Буђење материје“ - песме (1959)
- „Лажа и паралажа“ (1962)
- Избор раније објављених текстова (1966)
- „Књига ритуала"
- „Прошлост дуго траје“ (1977)
- Велики број есеја, филозофских расправа, критика и сценарија за радио емисије